# 中国人民政治协商会议德宏傣族景颇族自治州委员会
24°26′12″N 98°35′12″E / 24.43659°N 98.58676°E
中国人民政治协商会议德宏傣族景颇族自治州委员会，简称德宏州政协，是中华人民共和国云南省德宏州的政治协商会议。

## 沿革
1950年12月15日至22日，保山专区召开第一次各民族代表会议，欢迎中央人民政府派出的西南民族访问团第二分团到边疆慰问学习讨论《中国人民政治协商会议共同纲领》规定的民族政策。会议期间成立专区民族事务委员会，促进当地民族团结和共商国是。1951年6月15日至25日，保山专区召开第二届各族各界代表会议，出席会议的正式代表1298人，列席代表286人，共1584人，根据会议通过的决议，6月26日保山专区各族各界人民代表会议协商委员会宣告成立，解放军王清川担任主席，王以中（白族）、龚绶（傣族）、思鸿升（傣族）、纳排都（景颇族）担任副主席。
1953年7月，成立德宏傣族景颇族自治区首届各族各界人民代表协商委员会。随着保山专区和德宏自治区合并成立德宏自治州后，1956年5月，中国人民政治协商会议德宏傣族景颇族自治州第一届委员会第一次会议召开，正式成立德宏州政协委员会。文化大革命爆发后，德宏州政协受到冲击停止工作。1983年4月，恢复州政协工作。